# Cecilia Lee Kim
Seo Hyun Cecilia Lee Kim (Monterrey, siglo XXI) es una deportista mexicana de origen surcoreano que compite en taekwondo.
Ganó una medalla de oro y una de bronce en los Juegos Panamericanos de 2023 celebrados en Santiago de Chile.

## Palmarés internacional
| Juegos Panamericanos | Juegos Panamericanos | Juegos Panamericanos | Juegos Panamericanos        |
| Año                  | Lugar                | Medalla              | Categoría                   |
| -------------------- | -------------------- | -------------------- | --------------------------- |
| 2023                 | Santiago (Chile)     | Medalla de oro       | Poomsae Parejas Mixto       |
| 2023                 | Santiago (Chile)     | Medalla de bronce    | Poomsae Individual Femenino |